# آناتولی چوکانوف
آناتولی چوکانوف (روسی: Анатолий Алексеевич Чуканов؛ زادهٔ ۱۰ مهٔ ۱۹۵۴) دوچرخه‌سوار اهل اتحاد جماهیر شوروی سوسیالیستی است.
وی در مسابقات کشوری و بین‌المللی در مجموع برندهٔ ۲ مدال طلا شده‌است.